# Sonnenberg (Leithagebirge)
Der Sonnenberg ist mit 484 m der höchste Berg des Leithagebirges, eines Höhenrückens an der Landesgrenze zwischen Niederösterreich und dem Burgenland.
Am Gipfel des Sonnenberges befindet sich die Sonnenbergwarte, ein in der Zeit des Kalten Krieges errichteter Grenzwachturm und nach dem Fall des Eisernen Vorhangs hierher transferiert. Heute ist dieser 15 Meter hohe Metallturm als Aussichtsturm besteigbar und ermöglicht einen Rundumblick, bei schönem Wetter bis zum Wechsel.
Eine Wanderung zum Gipfel des Sonnenberges lässt sich einerseits von Eisenstadt beginnen und führt über die Gloriette in rund anderthalb Stunden zum Gipfel. Andererseits ist ein Aufstieg auch von Hornstein kommend über die alte Forststraße in weniger als einer Stunde möglich.